# Тростянецька селищна рада
Тростяне́цька се́лищна ра́да — адміністративно-територіальна одиниця та орган місцевого самоврядування у Тростянецькому районі Вінницької області. Адміністративний центр — селище міського типу Тростянець.

## Загальні відомості
- Територія ради: 11,273 км²
- Населення ради: 7 850 осіб (станом на 1 січня 2011 року)
- Територією ради протікає річка Нетека

## Населені пункти
Селищній раді підпорядковані населені пункти:
- смт Тростянець

## Склад ради
Рада складається з 30 депутатів та голови.
- Голова ради: Червонецька Людмила Іванівна
- Секретар ради: Вдовиченко Наталія Порфирівна

### Керівний склад попередніх скликань
| Прізвище, ім'я, по батькові  | Основні відомості                                                        | Дата обрання | Дата звільнення |
| ---------------------------- | ------------------------------------------------------------------------ | ------------ | --------------- |
| Ярмак Петро Афанасійович     | Селищний голова, 1955 року народження, безпартійний                      | 26.03.2006   | 31.10.2010      |
| Червонецька Людмила Іванівна | Селищний голова, 1964 року народження, освіта вища, член Партії регіонів | 31.10.2010   |                 |

Примітка: таблиця складена за даними сайту Верховної Ради України

### Депутати
За результатами місцевих виборів 2010 року депутатами ради стали:

#### За суб'єктами висування
| Суб'єкт висування                 | Кількість обраних депутатів | %   |
| --------------------------------- | --------------------------- | --- |
| Партія регіонів                   | 12                          | 40  |
| Соціалістична партія України      | 9                           | 30  |
| Партія «Реформи і порядок»        | 3                           | 10  |
| Самовисування                     | 3                           | 10  |
| Партія «Демократичний Союз»       | 1                           | 3,3 |
| Партія «Справедливість»           | 1                           | 3,3 |
| Політична партія «Сильна Україна» | 1                           | 3,3 |

#### За округами
| № округу                          | Прізвище, ім'я, по батькові   | Дата визнання обраним | Освіта  | Партійна приналежність             | Відомості про обраного депутата                 |
| --------------------------------- | ----------------------------- | --------------------- | ------- | ---------------------------------- | ----------------------------------------------- |
| Партія «Демократичний Союз»       |                               |                       |         |                                    |                                                 |
| 8                                 | Коваленко Микола Миколайович  | 02.11.2010            | вища    | позапартійний                      | санєпідемстанція, помічник лікаря               |
| Партія регіонів                   |                               |                       |         |                                    |                                                 |
| 3                                 | Вдов Лідія Василівна          | 02.11.2010            | вища    | позапартійна                       | селищна рада, директор СССЦ                     |
| 4                                 | Дребніцька Ніна Яківна        | 02.11.2010            | вища    | член Партії регіонів               | приватне підприємство                           |
| 6                                 | Тунда Тамара Володимирівна    | 02.11.2010            | вища    | позапартійна                       | школа-гімназія, вчитель                         |
| 9                                 | Бурківська Ольга Петрівна     | 02.11.2010            | вища    | член Партії регіонів               | тимчасово не працює                             |
| 11                                | Мурована Олена Василівна      | 02.11.2010            | вища    | позапартійна                       | школа-гімназія, вчитель                         |
| 12                                | Кошкін Юрій Федорович         | 02.11.2010            | вища    | член Партії регіонів               | ОДПІ, головний ревізор                          |
| 16                                | Віденко Оксана Євгенівна      | 02.11.2010            | вища    | член Партії регіонів               | архівний відділ, начальник                      |
| 19                                | Пріщенко Дмитро Іванович      | 02.11.2010            | вища    | член Партії регіонів               | МШБПМК-51, головний механік                     |
| 20                                | Неїлик Юрій Миколайович       | 02.11.2010            | вища    | член Партії регіонів               | Тростянецькі електромережі, електрик            |
| 22                                | Марингос Володимир Іванович   | 02.11.2010            | вища    | член Партії регіонів               | приватне підприємство                           |
| 23                                | Демидова Валентина Іванівна   | 02.11.2010            | вища    | член Партії регіонів               | школа-гімназія, медична сестра                  |
| 30                                | Ткач Віталій Володимирович    | 02.11.2010            | вища    | член Партії регіонів               | приватне підприємство                           |
| Партія «Реформи і порядок»        |                               |                       |         |                                    |                                                 |
| 1                                 | Шевчук Ніна Василівна         | 02.11.2010            | вища    | позапартійна                       | селищна рада, інспектор                         |
| 2                                 | Сокур Віктор Петрович         | 02.11.2010            | вища    | позапартійний                      | Тростянецька районна рада, головний спеціаліст  |
| 17                                | Гріщенко Михайло Вікторович   | 02.11.2010            | вища    | член Партії «Реформи і порядок»    | Тростянецька селищна рада, заступник            |
| Партія «Справедливість»           |                               |                       |         |                                    |                                                 |
| 27                                | Скіць Володимир Володимирович | 02.11.2010            | вища    | член Партії «Справедливість»       | тимчасово не працює                             |
| Політична партія «Сильна Україна» |                               |                       |         |                                    |                                                 |
| 18                                | Кравченко Анатолій Ілліч      | 02.11.2010            | вища    | позапартійний                      | пенсіонер                                       |
| Соціалістична партія України      |                               |                       |         |                                    |                                                 |
| 5                                 | Савченко Володимир Андрійович | 02.11.2010            | вища    | позапартійний                      | управління с/г, начальник відділу               |
| 10                                | Панчук Олена Федорівна        | 02.11.2010            | вища    | позапартійна                       | пенсіонер                                       |
| 13                                | Мельничук Микола Васильович   | 02.11.2010            | середня | член Соціалістичної партії України | ТОВ «Тростянецьзерно», робітник                 |
| 14                                | Щуренко Людмила Петрівна      | 02.11.2010            | вища    | член Соціалістичної партії України | тимчасово не працює                             |
| 15                                | Панько Леся Сергіївна         | 02.11.2010            | вища    | позапартійна                       | Тростянецька загальноосвітня школа № 2, вчитель |
| 21                                | Вдовиченко Наталія Порфирівна | 02.11.2010            | вища    | позапартійна                       | Тростянецька селищна рада, секретар             |
| 26                                | Пунько Сергій Васильович      | 02.11.2010            | вища    | позапартійний                      | загальноосвітня школа № 2, вчитель              |
| 28                                | Безуглов Віктор Андрійович    | 02.11.2010            | вища    | позапартійний                      | ТОВ «Україна Т», голова профкому                |
| 29                                | Тимрієнко Дмитро Тимофійович  | 02.11.2010            | вища    | позапартійний                      | тимчасово не працює                             |
| Самовисування                     |                               |                       |         |                                    |                                                 |
| 7                                 | Савченко Руслан Іванович      | 02.11.2010            | вища    | позапартійний                      | Райсількомунгосп, директор                      |
| 24                                | Дахненко Неля Борисівна       | 02.11.2010            | вища    | позапартійна                       | Тростянецька районна рада, спеціаліст           |
| 25                                | Дахненко Сергій Сергійович    | 02.11.2010            | вища    | позапартійний                      | приватне підприємство                           |